# 무단장 전투
무단장 전투는 1945년 8월 12일부터 8월 16일까지 소련과 일본 제국의 주요 군대 사이에 벌어진 전투이다. 이 전투는 만주 전략공세작전의 일부로써 만주국 침공 당시에 가장 큰 규모의 전투 중 하나였다. 전역의 짧은 기간으로 인해 이 전투는 결과가 회전의 형태로 발생했다. 전투 동안 일본 제국 제5군은 소련군 제5군과 제1홍기군을 최대한 지연시켜 일본군 전체를 방어 가능한 지역으로 이동시키려고 했다. 양측 모두 사상자가 심했음에도 불구하고 소련군은 일본군의 조직화된 방어를 돌파하고 계획보다 10일이나 일찍 도시 전체를 점령했다. 그러나, 일본군 또한 주요 부대를 탈출시킬 수 있었다. 이 전투로 일본군은 한반도와 남만주 일대로 후퇴할 수 밖에 없었다.

## 배경
1945년 2월의 얄타 회담에서 소비에트 연방의 이오시프 스탈린은 나치 독일의 패배 이후 3개월 이내로 일본과의 전쟁에 돌입하겠다는 것에 동의했다. 이 기한선에 맞추기 위해 소련과 서부 연합군은 극동에서의 보급 문제에서 협력하였고, 적군은 시베리아 횡단철도를 통해 추가 병력을 배치해야 했다. 일본군은 이러한 소련군의 준비에 대해 알고 있었지만, 이들은 소련군이 9월 중순까지 공격을 하지 않을 것이라고 보았고, 소련-일본 불가침 조약의 체결을 통해 소련이 일본을 침공하지 않으리라고 보기도 했다. 그 결과는 그들은 소련군의 실제 공격이 8월 8일에 시작되었을 때 기습당하고 말았다.
만주를 지키는 임무를 맡은 일본군 병력인 관동군은 만주국에 주둔하던 일본 제국 육군의 전투 병력으로부터 줄어든 시간으로 인해 방어가 제대로 갖춰지지 않았다. 그들은 대부분의 중무기와 숙련된 전투병들을 잃었기 때문에, 병력은 전쟁 이전에 비해 30%나 더 비효율적이게 되었다. 이에 반해 소련군은 동부 전선에서 나치 독일군과 오래도록 싸웠고, 이에 따라 전투 경험이 풍부한 병사들이 많아지게 되었다. 소련군은 극동군에 이러한 병사들을 많이 배치하여 전투 효율성을 크게 재고시켰다. 동만주 지역의 방어의 핵심은 무단장 시에 본부를 둔 세이치 키타의 제1일본지역군이 담당하고 있었다. 일본 제3군과 노리츠네 시므즈가 이끄는 제5군이 이 지역군 휘하에 있었으며, 제5군은 이 전투에 참여하는 주요 전투부대가 된다. 소련군의 침공에 대비한 전반적인 전략은 국경 근처에서 초기에 공격을 저지함으로써, 관동군 주요 병력을 퉁화시로 철수시키는 시간을 버는 것이었다. 일본군에게는 불행하게도 그러한 계획을 위한 군의 재배치나 퉁화 시의 요새화 모두를 적군의 공격 전에 실행하지 못했다.
소련군은 이러한 일본군의 전략과는 정확히 반대되는 계획을 수립했다. 관동군이 비교적 안전하게 도망치는 것을 막기 위해 소련 육군의 알렉산드르 바실렙스키는 포위 작전을 통해 매우 빠른 공격을 계획하였고, 그들이 도망칠 기회조차 얻기 전에 일본군을 포위하여 망연자실하게 하려는 것이 주요 목표였다. 키릴 메레츠코프의 제1극동전선군이 동만주의 제1지역군에 저항하기 위한 작전에 총책임을 맡았고, 이들의 목표는 지린시를 포위하여 만주와 한반도의 보급선을 차단시키는 것이었다. 이러한 명령은 메레츠코프의 병력이 무단장과 하얼빈과 같은 주요 거점들을 점령함으로써 이루어질 수 있는 것이었다. 아파나치 벨로보도로프의 제1군과 니콜라이 크릴로프의 제5군이 무단장 공격을 주도하게 될 것이었고, 이 군대의 절반은 전투 병력이었다. 4월 5일 일본과의 중립을 폐기한 후 소련군은 1945년 8월 8일 자정에 일본이 보유한 만주의 국경을 넘어 기습 공격을 시작했다. 일본 대본영은 소련에 대항해 전면전을 시행하라고 지시했다.

## 8월 12일 이전
첫번째 압박은 일본 제5군의 제135보병사단, 제124보병사단, 제126보병사단에 대항하여 일어났으며 소련군의 공격에 의해 격퇴되었다. 무단장으로 향하는 육로는 2개의 산길로 이루어져 있었는데, 하나는 도시의 북쪽으로, 다른 하나는 도시의 동쪽으로 이어지는 것이었다. 소련군은 두 길 모두를 이용하고자 했기 때문에 제1홍기군은 북쪽에서 제4군은 동쪽에서 공격하게 했다. 소련군은 궁극적으로 그들의 진격을 성공시켰지만 전차를 비롯한 병력 손실이 심각했다. 소련군의 가장 큰 고민은 숨겨진 대전차포와 그들의 등뒤에서 터지는 자살폭탄 등이었다. 폭우와 함께 이러한 요인들은 소련군의 진격을 어렵게 만들었다.

## 전투
8월 12일, 일본 제5군이 무단장 주변에 반원 형태로 포위당하게 되었다. 소련군이 계속해서 영토를 얻는데 비해, 일본군의 줄어드는 방선과 초기 공격으로부터의 보충 공격은 모든 구역에서의 저항이 경직되었음을 의미했다. 일본군을 인상깊게 하기도 했으나 망연자실하게 한 망가진 전차의 수리와 엉망인 군인 보충 능력에도 불구하고, 소련군의 전차 손실은 증가하기 시작했다. 대표적 예로 소련 제257기갑여단의 65대의 전차는 7대로 줄어들었을 정도였다. 일본군의 손실도 심각하기는 마찬가지였다. 8월 13일 아침, 군인 수송 열차에 매복하고 있던 소련군 전차가 기차를 폭파 시키면서 약 900명이 죽고, 24문의 대포, 30대의 차량, 800정의 소총, 그리고 기관총 10대를 싣던 30개의 열차가 완전히 전소되었다. 135보병사단을 제외한 대부분의 인원은 사망했다.
며칠이 지나는 과정에서 일본군은 요새화된 고지 일대로부터 무단장에서의 저항을 이어갔다. 이곳은 소련군의 장벽에 무차별 공격을 가할 수 있는 지역이었다. 소련군은 이 고지들을 하나씩 탈환해나갔으며 기갑부대와 포병부대에서의 우세를 이용해 고지의 일본군을 무력화시켰다. 일본군의 주요 거점인 소주 산에서의 전투 동안에는 소련군의 포화가 너무 세서 산봉우리가 완전히 날아간 것처럼 보일 정도였다. 자살 폭탄과 대전차포는 무단장 전투 중에서도 소련군에 대한 위협으로 작용했다. 8월 14일 츠타오링 근처의 일본군 병력이 직접 포격으로 16대의 소련군 전차를 격파했고, 5대를 자살 폭탄으로 추가 파괴했다. 후자의 차량은 5명의 군인만으로 폭파된 것이었다. 그럼에도 불구하고, 이러한 공격들은 일본군 병사들 개개인의 환상에 의지한 것이었으며 그들이 소련군 전차를 격파하는 동안 일본 군인들의 병력 손실은 적 전차의 그것보다 훨씬 높았다.

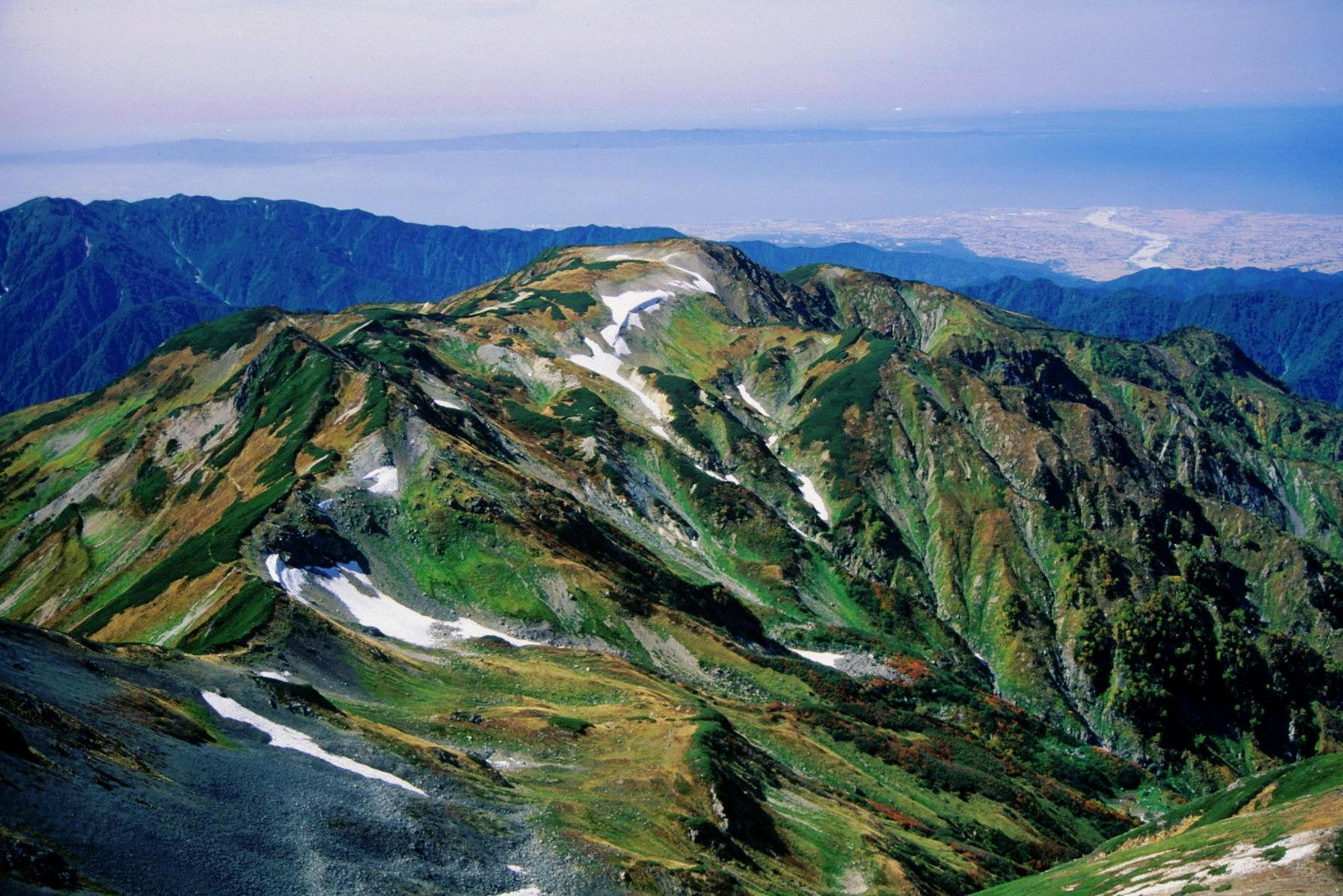
소주 산, 1996년 9월 28일

예상 외로 무단장 일대에서 강한 저항에 부딪치자 메레츠코프 장군은 5군의 목표를 도시 점령에서 도시 통과로 바꾸어 제1홍기군이 도시를 점령하도록 했다. 이러한 움직임은 일본군 방어 전체를 위협했으며, 상황은 알 수 없게 되고 말았다. 8월 15일 키타 장군 휘하에서 싸우던 시미즈 장군은 일본제국 육군 제5군에게 철수를 시작하라 명령했고, 도시에는 후방 방어만 맡은 소수의 병력을 남겨두었다. 8월 16일, 무단장에서 소련군의 마지막 공격이 시작되었다. 로켓포가 남아있는 일본군 병력을 무력화시켰고, 기갑부대와 보병사단이 도시를 공격하기 위해 돌격했다. 그러나 무단장 동쪽의 무단강을 건너려고 하던 제1군은 다리 3개가 모두 일본군에 의해 파괴된 것을 발견하였고, 반대편 강둑에서의 포화가 보트로의 상륙을 불가능하게 했다. 이에 대응해, 소련군 제22기총사단은 강 북쪽을 따라 이동한 뒤 도강하여 일본군 방어자들을 뒤에서 공격했고, 기습에 놀란 일본군은 후퇴했다. 이것은 제1군이 무단강을 직접 건너게 하는 데 도움이 되었고, 시가지 공격을 시작할 수 있는 발판을 마련해준 것이었다. 소련군이 무단장을 시가전을 통해 점령했고, 2시간 후에 일본군 측면 방어는 남, 동, 북동쪽에서의 압박으로 도시를 버렸다. 분산된 병력만이 파괴된 건물에서 전투를 이어나갔다. 제1군이 무단장을 조사하였고, 소련 제5군은 남쪽으로 이동해 서쪽으로 진격하였다. 이를 통해 소련군은 일본군 제278보병여단을 완전히 포위하여 섬멸하였고, 나머지 병력은 항복하기보다 자살 돌격을 하였다. 그 날 이후 무단장 전체가 소련군 손에 떨어졌고, 도시에 대한 전투도 끝이 났다.

## 결과
소련군의 빠르고 대담한 공격을 통해, 5군과 제1군은 무단장에서 주요한 승리를 거두었고, 150km에서 180km까지 진격하였다. 결과적으로는 계획보다 10일 앞서 목표에 달성하였다. 기습 공격은 일본군이 무단장 전면에 강력한 방어선을 구축하려는 계획을 수포로 돌아가게 했고, 예상보다 그들을 일찍 철수시키게 함으로써 그들의 병력을 완전히 격파시켰다. 그러나 이러한 성공에도 불구하고 끈질긴 일본군의 저항과 소련군이 그들의 선봉과 협조를 잘 하지 못했다는 사실은 일본 육군 제5군 다수의 철수를 가능하게 했고, 50% 정도의 초기 목표만을 달성한 결과를 낳았다. 소련 지도자들도 이것을 알고 있었고, 철수하는 일본군이 여전히 "매우 중요한 병력"임을 인정하였다. 하지만 전쟁이 무단장 전투처럼 규모가 큰 전투가 더 발생하기 전 종결되었기 때문에, 이런 모든 것들은 크게 관심을 끌지 못했다.
양측의 손실은 모두 심했다. 일본군은 9,311명이 사망한 것을 비롯해 총 25,000명의 손실을 입은 것으로 보고되었다. 이 손실치는 전투에 참여한 제1지역군 휘하에 있던 제5군과 다른 부대들을 모두 합산한 것이다. 그들은 104문의 대포가 파괴되었다는 사실도 인정했다. 소련군은 제1극동전선군의 손실이 만주 전체에서 6,324명이 죽거나 포로로 잡히거나 실종되었고 14,745명이 부상당하고 병에 걸린 것으로 추산하였다. 적어도 이 손실 중 반이 무단장 전투에서 일어났다.

## 참조
1. 1 2 3 4  Glantz & June 1983, 97쪽.
2. 1 2  Glantz & February 1983, 109쪽.
3. ↑  Glantz & February 1983, 115쪽.
4. ↑  Glantz & February 1983, 121쪽.
5. 1 2  JM-154, 39쪽.
6. 1 2 3  JM-154, 44쪽.
7. ↑  Glantz & February 1983, 110쪽.
8. ↑  Glantz & February 1983, 122쪽.
9. ↑  Glantz & February 1983, 44쪽.
10. ↑  Glantz & February 1983, 48쪽.
11. ↑  Glantz 2004, 123쪽.
12. 1 2 3 4  Glantz 2004, 124쪽.
13. ↑  JM-154, 69쪽.
14. ↑  Glantz & June 1983, 69쪽.
15. ↑  Glantz & June 1983, 71쪽.
16. ↑  Shtemenko 1970, 324쪽.
17. ↑  Shtemenko 1970, 337쪽.
18. ↑  Toland 2003, 797쪽.
19. ↑  Shtemenko 1970, 345쪽.
20. ↑  Glantz & February 1983, 33쪽.
21. ↑  Shtemenko 1970, 338쪽.
22. ↑  Shtemenko 1970, 340-41쪽.
23. ↑  JM-154, 7쪽.
24. ↑  Glantz & February 1983, 119쪽.
25. ↑  Glantz & June 1983, 76쪽.
26. 1 2 3  Glantz & June 1983, 81쪽.
27. ↑  Glantz & June 1983, 84쪽.
28. ↑  Glantz & June 1983, 85쪽.
29. ↑  Glantz & June 1983, 93쪽.
30. 1 2  Glantz & June 1983, 94쪽.
31. 1 2 3 4  Glantz & June 1983, 95쪽.
32. ↑  Glantz & June 1983, 96쪽.
33. 1 2 3  Glantz & June 1983, 96-97쪽.
34. ↑  JM-154, 70쪽.
35. ↑  Shtemenko 1970, 354쪽.

## 자서전
- Glantz, David (February 1983). 《August Storm: Soviet 1945 Strategic Offensive in Manchuria》. Fort Leavenworth: Combat Studies Institute, US Army Command and General Staff College.
- Glantz, David (2004). 《Soviet Operational and Tactical Combat in Manchuria, 1945: 'August Storm'》. Routledge. ISBN 978-1-13-577477-6.
- Glantz, David (June 1983). 《August Storm: Soviet Tactical and Operational Combat in Manchuria, 1945》. Fort Leavenworth: Combat Studies Institute, US Army Command and General Staff College.
- Japanese Monograph no. 154: Record of Operations against Soviet Russia, Eastern Front August 1945
- Shtemenko, Sergei (1970). 《The Soviet General Staff at War, 1941-1945》. Moscow: Progress Publishers.
- Toland, John (2003). 《The Rising Sun: The Decline and Fall of the Japanese Empire 1936-1945》. Modern Library. ISBN 978-0-81-296858-3.